# Ludwig-Jahn-Stadion (Ludwigsburg)
Das Ludwig-Jahn-Stadion ist ein Fußballstadion mit Leichtathletikanlage in Ludwigsburg. Das Stadion ist die Heimstätte des in der Bezirksliga Württemberg spielenden Fußballvereins MTV Ludwigsburg (bis 2019 SpVgg 07 Ludwigsburg) sowie des American Football Teams Ludwigsburg Bulldogs. Es bietet Platz für 18.000 Zuschauer, darunter 754 überdachte Sitzplätze.

## Geschichte
Die Anlage wurde in den 1930er Jahren erbaut. Bei seiner Einweihung 1938 war es nach der damaligen Stuttgarter Adolf-Hitler-Kampfbahn das zweitgrößte Stadion Württembergs.
Aus dem Ludwig-Jahn-Stadion erfolgte beim Spiel der Spvgg 07 Ludwigsburg gegen den 1. FC Nürnberg in der Saison 1996/97 die erste komplette TV-Liveübertragung eines Regionalligaspiels durch den SWR.
Seit 2005 nutzen die Ludwigsburg Bulldogs, die American-Football-Abteilung des MTV Ludwigsburg, die Spielstätte für ihre Partien.